# Andrena okinawana
Andrena okinawana är en biart som beskrevs av Matsumura och Tohru Uchida 1926. Andrena okinawana ingår i släktet sandbin, och familjen grävbin. Inga underarter finns listade i Catalogue of Life.